# Robbert Andringa
Robbert Andringa (ur. 28 kwietnia 1990 w Assen) – holenderski siatkarz, grający na pozycji przyjmującego, reprezentant Holandii. W latach 2017–2023 reprezentował barwy Indykpolu AZS Olsztyn występującego w Pluslidze .
19 stycznia 2025 roku we włoskiej Piacenzy jemu i żonie Angelique Van Dongen urodził się syn Stef Luca.

## Sukcesy klubowe
Liga holenderska:
- 2012, 2013
- 2009, 2010

Puchar Belgii:
- 2015

Liga belgijska:
- 2015

Superpuchar Belgii:
- 2015

## Sukcesy reprezentacyjne
Liga Europejska:
- 2012[5]